# Jurij Falin
Jurij Pawłowicz Falin, ros. Юрий Павлович Фалин (ur. 2 kwietnia 1937 w Moskwie, zm. 3 listopada 2003 tamże) – rosyjski piłkarz, grający na pozycji pomocnika, a wcześniej napastnika, reprezentant ZSRR, trener piłkarski.

## Kariera piłkarska

### Kariera klubowa
Wychowanek FSzM Moskwa. Jako junior w 1952 grał w amatorskiej drużynie GPZ Moskwa. W 1955 rozpoczął karierę piłkarską w Torpedzie Moskwa. W 1961 przeniósł się do Spartaka Moskwa. W 1966 bronił barw Kajratu Ałma-Ata, po czym powrócił do Spartaka. W 1968 roku zakończył swoją karierę piłkarską w drugoligowym Szynniku Jarosław.

### Kariera reprezentacyjna
18 maja 1958 zadebiutował w reprezentacji Związku Radzieckiego w spotkaniu towarzyskim z Anglią zremisowanym 1:1. Łącznie rozegrał 3 mecze.

## Kariera zawodowa
Po zakończeniu kariery piłkarskiej pomagał trenować kluby Dinamo-2 Moskwa, SK Rublowo i Miasokombinat Moskwa. Zmarł 3 listopada 2003 w Moskwie. Został pochowany na Cmentarzu Trojekurowskim w Moskwie (działka nr 12).

## Sukcesy i odznaczenia

### Sukcesy klubowe
- mistrz ZSRR: 1960, 1962
- wicemistrz ZSRR: 1957, 1963
- brązowy medalista mistrzostw ZSRR: 1961
- zdobywca Pucharu ZSRR: 1960, 1963, 1965
- finalista Pucharu ZSRR: 1958

### Sukcesy reprezentacyjne
- uczestnik Mistrzostw Świata: 1958

### Sukcesy indywidualne
- wybrany do listy 33 najlepszych piłkarzy ZSRR: Nr 3 (1963)

### Odznaczenia
- tytuł Mistrza Sportu ZSRR: 1959